# بیمه بلندمدت
بیمه بلندمدت، (به انگلیسی: Long Term Insurances) بیمه خطرهایی است، که دامنه پوشش آنها، در یک دوره بیشتر از یک سال می‌باشد و حق بیمه آنها، از ابتدا بر اساس دوره بلندمدت محاسبه می‌شود. این نوع قراردادهای بیمه‌ای همانند بیمه‌های سلامت و پس‌انداز، منبع سرمایه‌گذاری ارائه می‌کنند.